# Stowský misál

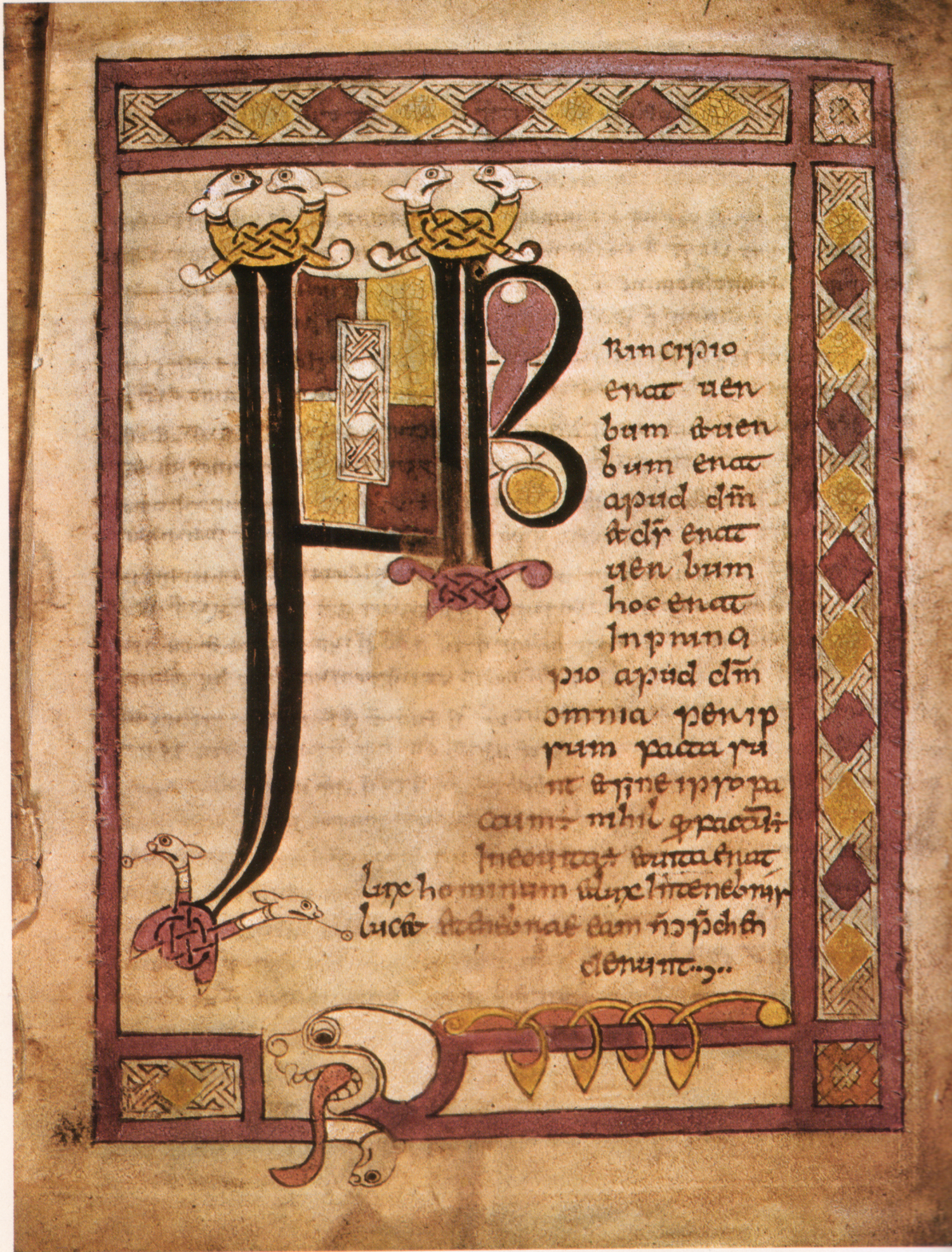
První strana

Stowský misál, podle svého obsahu však spíše sakramentář, je irský iluminovaný rukopis pocházející přibližně z poloviny 8. století a sepsaný z větší části latinsky, jen poslední tři listy obsahují text v gaelštině. Představuje nejdůležitější písemnou památku keltského ritu. V polovině 11. století byl v klášteře Lorrha v irském hrabství Tipperary opatřen poznámkami, některé jeho stránky přepsány a pro rukopis vyrobena dřevěná ochranná schránka nazývaná cumdach, jejíž nynější přední část však vznikla až kolem roku 1375.
V 18. století se stal součástí soukromé sbírky, roku 1883 byl britským parlamentem zakoupen pro Britské muzeum a předán Královské irské akademii v Dublinu. Později jej získalo Irské národní muzeum, v němž je dosud uložen. Některé jeho prvky převzala Anglikánská církev do své Knihy společných modliteb.